# Зброярі (роман)
Зброярі (англ. The Weapon Makers) — науково-фантастичний роман канадського письменника Альфреда ван Вогта, вперше опублікований журналом «Astounding Science Fiction» з лютого по квітень 1943 року. Був перероблений 1952 року.
Також видавався під назвою англ. One Against Eternity.
Дія відбувається через 7 років після подій роману «Збройові магазини Ішера».
Сюжет є мелодраматичними пригодами Роберта Хедрока і перенасичений використанням фантастичних технологій.

## Зміст
Єдина безсмертна людина Роберт Хедрок влаштовує себе на посаду посла «Збройових магазинів» при дворі імператриці Інельди. Через пів року вона раптово вирішує стратити його, але він переконує її, що не вчиняв дій які їй шкодять.
Одразу і «Збройові магазини» вирішують стратити його за підробку своєї біографії. Він втікає, використавши приховані від усіх технології.
Хедрок вирішує розслідувати зникнення вченого Дерда Кершоу, який винайшов міжзоряний корабель, яким цікавиться імператриця.
Він зустрічає Деніела Нілана, чий брат-близнюк Гілберт зник разом із Кершоу.
За його підказкою він влаштовується майстром атомних двигунів до містера Гріра, чий будинок виявляється кораблем Кершоу.
Хедрок підозрює, що Грір повернулася на Землю на кораблі, на якому зникли Гілберт і Кершоу. Він усуває Гріра, який признався, що висадив усю команду на одній з планет системи Альфа Центавра.
Хедрок планує запустити двигуни, щоб відправитися в космос на їх пошуки. Його план зриває Інельда, яка планувала викупити корабель у Гріра, а потім вирішила захопити його. Війська атакують і нищать багатосотметровий корабель, щоб міжзоряні польоти не спричинили міграцію і утворення нових незалежних імперій у космосі.
Хедрок в останній момент рятується за допомогою рятувального човника, який направляє на Альфа Центавру.
Там його схоплюють якісь істоти-павуки, залишки зруйнованої цивілізації, які хочуть вивчати людей. Ці істоти позбавлені емпатії, і вони повертають Хедрока на Землю, щоб вивчати його в «природних» умовах.
Повернувшись на Землю, Хедрок починає спустошувати міста перетворившись на гіганта за допомогою наявних у його розпорядженні технологій. Він руйнує просякнуті корупцією установи ФПГ «Збройових магазинів».
Інельда змушена застосувати армію. Її брат розкриває їй, що вона закохана в Хедрока.
Імператриця негайно пропонує Хедроку одружитись і він приймає пропозицію.
Це збільшує підозру «Зброярів» і вони, порушуючи своє правило не атакувати імперські заклади, викрадають його з палацу.
Хедрок дозволяє себе схопити, його мета — зруйнувати теперішнє правління «Зброярів».
Він є безсмертним, який підтримував владу Дому Ішер протягом століть (будучи консортом 13 попередніх імператриць), а також заснував «Зброярів» як опозицію, яка забезпечила необхідну противагу для хорошого управління Імперією. Володіючи пристроєм, який дозволяє йому проходити крізь предмети, а також дозволяє йому рухатися в часі, Хедрок змушує членів Ради «Зброярів» піти у відставку. Тим часом, щоб врятувати його від смертного вироку від «Зброярів», імператриця готова розкрити таємницю міжзоряних польотів.
Останнє, що Хедроку залишилось зробити, це позбутись павуків, оскільки вони становлять потенційну небезпеку для людей. Вони залишають його на планеті, де перебуває команда Кершоу, щоб зберегти своє існування в таємниці, однак він наповнює навколишній космос записками з інформацією про них. І тоді вони повертають всіх на Землю і відлітають у інше місце.
Наприкінці Хедрок дізнається від робота (який обмежено може бачити майбутнє), що імператриці Іннельді судилося померти при народженні їхньої дитини.

## Рецензії
Ґрофф Конклін описав видання 1952 року як «захоплюючу книгу… незважаючи на її пишноту та блаженну неможливість».
Баучер і МакКомас описали роман як «грандіозну фантастичну мелодраму», хоча вони сумнівалися, «чи має ця благородна уявна пригода щось спільне з науковою фантастикою.»
П. Шайлер Міллер схвально відгукнувся про роман, описавши його як «менш претензійний і, можливо, менш глибокий, ніж книги „Світ Нуль-А“» [3].